# Panthera T6
Panthera T6 — багатоцільовий бронеавтомобіль виробництва компанії Minerva Special Purpose Vehicles (MSPV) з ОАЕ. Також машини виготовляються в Туреччині.

## Опис
Побудований на шасі Toyota Land Cruiser 79-ї серії та має повний привод.
Бронювання відповідає CEN 1063/1522 BR6/FB6 або BR7/FB7 (приблизно 1 та 2 рівні за STANAG 4569 відповідно).
На даху може бути встановлений кулемет або бойовий модуль.

## Оператори
- Лівія[1]
- Україна: помічені в грудні 2022 року в Україні, постачальник невідомий[1]. Пізніше стало відомо, що машинами озброїли 47 ОШБр «Маґура»[5].
- не менше двох одиниць захоплено російською стороною